# El Tamarindo, Carrillo Puerto
El Tamarindo är en ort i Mexiko.   Den ligger i kommunen Carrillo Puerto och delstaten Veracruz, i den sydöstra delen av landet, 280 km öster om huvudstaden Mexico City. El Tamarindo ligger 198 meter över havet och antalet invånare är 160.
Terrängen runt El Tamarindo är platt, och sluttar brant österut. Runt El Tamarindo är det ganska tätbefolkat, med 62 invånare per kvadratkilometer. Närmaste större samhälle är Cuitláhuac, 15,2 km väster om El Tamarindo. Omgivningarna runt El Tamarindo är en mosaik av jordbruksmark och naturlig växtlighet.